# ミキンダニ
ミキンダニ（mikindani）は、タンザニアの町。インド洋に面し、ムトワラ州に属する。ミキンダニとは「若いヤシの木」を意味する。

## 歴史

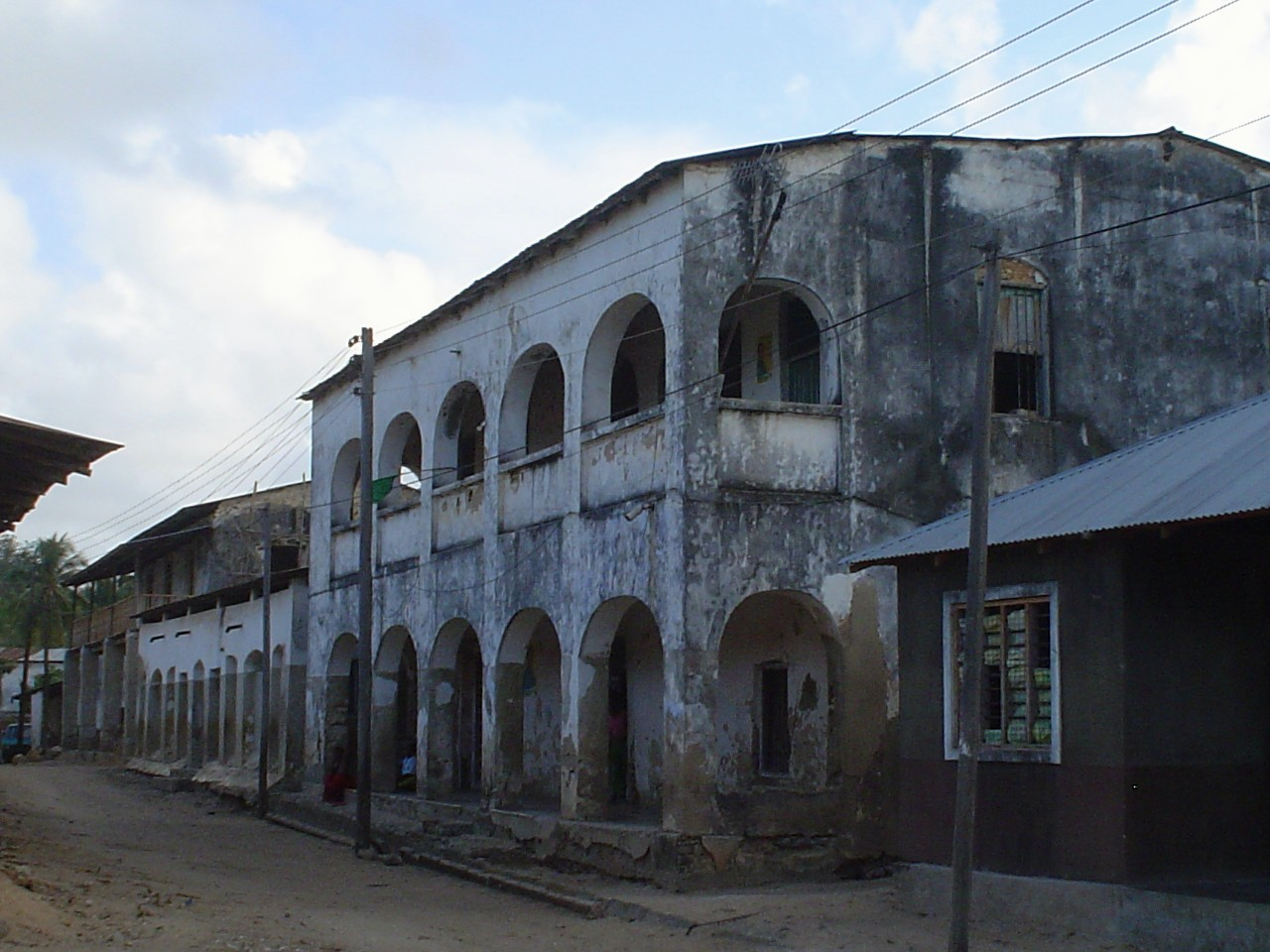
ミキンダニ中心部のQuiet通り

ミキンダニは古い交易都市である。この周辺のもともとの住人はマコンデ人であるが、9世紀頃にアラブ人が来航し、アラブ人商人の交易拠点となった。やがてこの交易都市もほかのアフリカ大陸東岸の都市とおなじようにスワヒリ化し、19世紀前半にはオマーン王国のサイイド・サイードの支配下に入った。ミキンダニの主要交易品は奴隷であり、主にマラウイ湖からタンガニーカ南部まで伸びた奴隷貿易ルートから、ヤオ人やアラブ人のキャラバンによって奴隷が流入し、ミキンダニからザンジバルなどに輸出されていった。当時の奴隷市場は、現在でも残っている。ミキンダニはこのようにして富を蓄えていった。

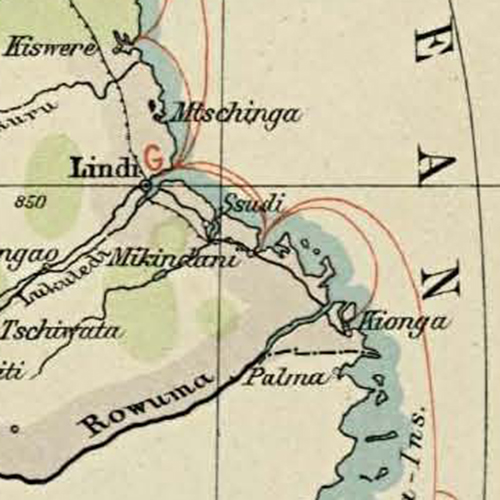
1906年の地図。赤い線は航路であり、沿岸航路の拠点となっていたことがわかる

19世紀後半にはドイツの勢力下に入り、1890年にはドイツ領東アフリカの一部となった。奴隷貿易は禁止されたが、ミキンダニは周辺でとれるココナッツ、ゴム、サイザル麻、カシューナッツなどの輸出港として重要な地位を保ち続けた。第一次世界大戦後にイギリス領となったのちも、ミキンダニはこの地方の商業・行政の中心となっており、多くのインド人人口を抱えていた。

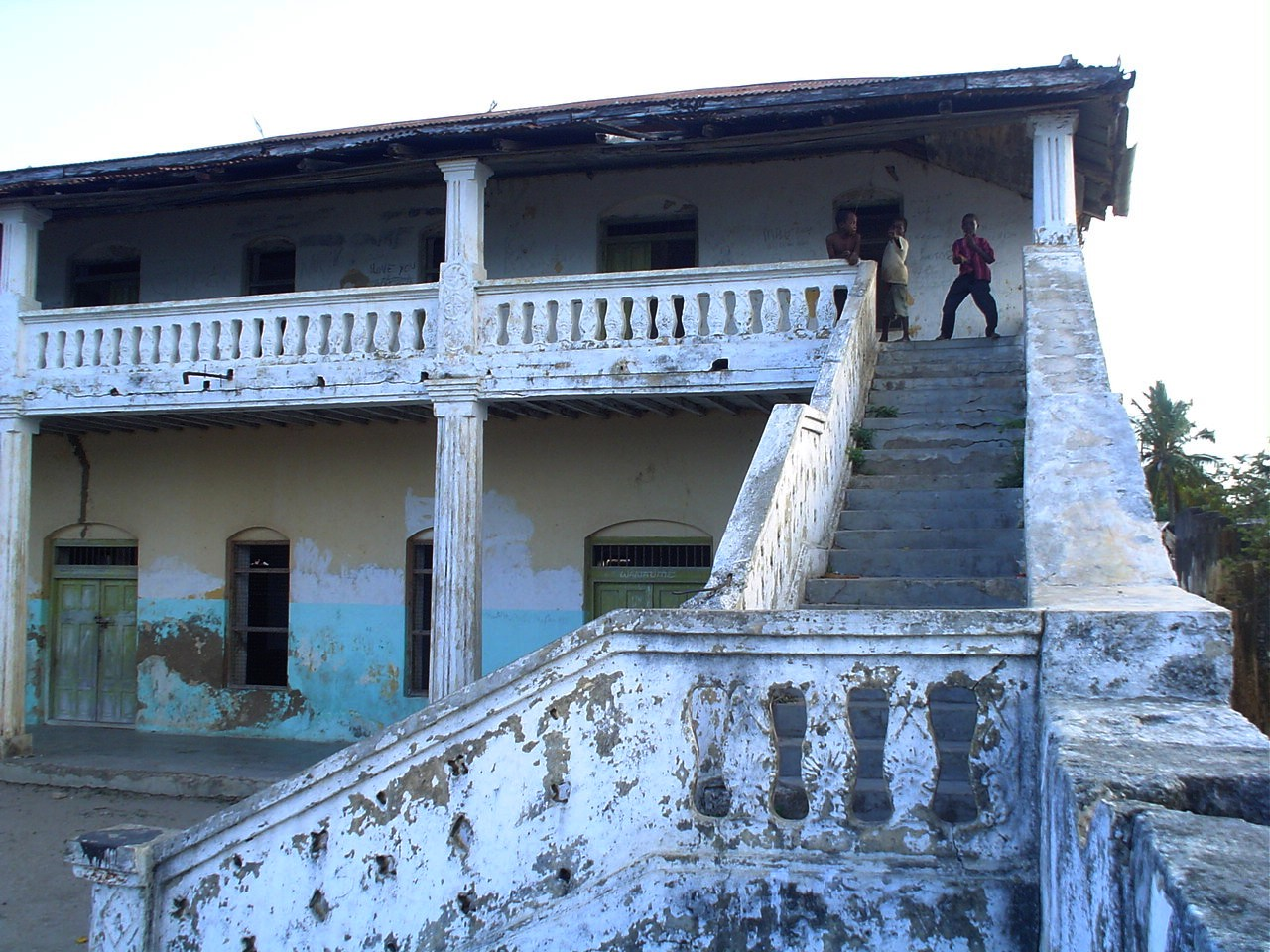
植民地時代の建築

1946年、英国植民地政府はこの地域に巨大な落花生生産地帯を作り上げるタンガニーカ落花生計画を立て、輸出港としてあらたにミキンダニの南10kmにあるムトワラを選び、ここに港湾施設と都市を建設し、政庁も1947年にムトワラへと移した。タンガニーカピーナッツ計画自体は完膚なきまでに失敗して1951年に終わったが、ムトワラの街はこの地方の輸出港や行政の中心として成長しはじめ、逆にミキンダニは衰退していった。さらにタンザニア政府によってこの地方のアラブ人やインド人は退去し、街は時が止まったような有様となった。モザンビーク北部国境に近く、同国で内戦が長く続いたこともミキンダニの衰退に拍車をかけた。1977年から1994年までの間、この町はモザンビーク内戦の影響を懸念したタンザニア政府によって観光客の立ち入りが禁止されていた。

## 現況
ミキンダニの街は、ハート型をしたミキンダニ湾の南岸の緩やかな丘陵に位置している。湾の入口は狭く、これは18世紀から19世紀にかけての船乗りたちに格好の避難港を提供した。街はムトワラとリンディを結ぶ道路沿いに位置しており、ムトワラからはダラダラと呼ばれる近距離バスで簡単に行くことができる。
ミキンダニの衰退は、1990年代中盤に街の中心部にあるボマ砦が改修されリゾートホテルとなってから上昇に転じ始めた。開発が止まっていたこともあり、曲がりくねった道のある旧市街や、アフリカとアラブの様式の混在した建物、ドイツやイギリスの植民地時代の建物が良く残され、17世紀のアラブ人の建物や19世紀後半から20世紀初頭にかけてのスワヒリ建築も残っている。街にはホテルやバーができ始め、近くの海はダイビングスポットとしても知られるようになった。しかし、街の主要産業は今でも農業と漁業である。町の住民のほとんどはイスラム教徒である。

## ギャラリー

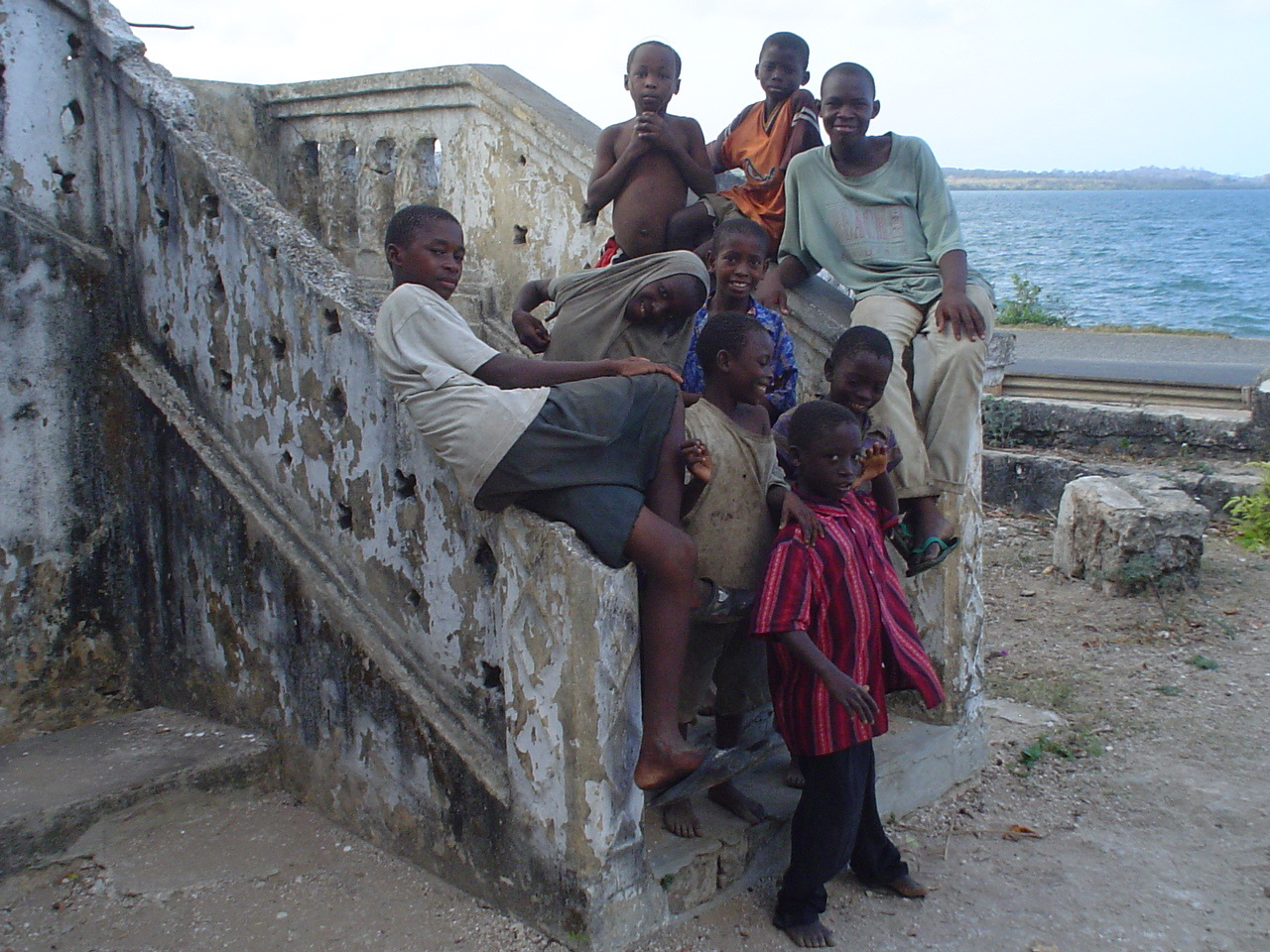
ミキンダニの少年
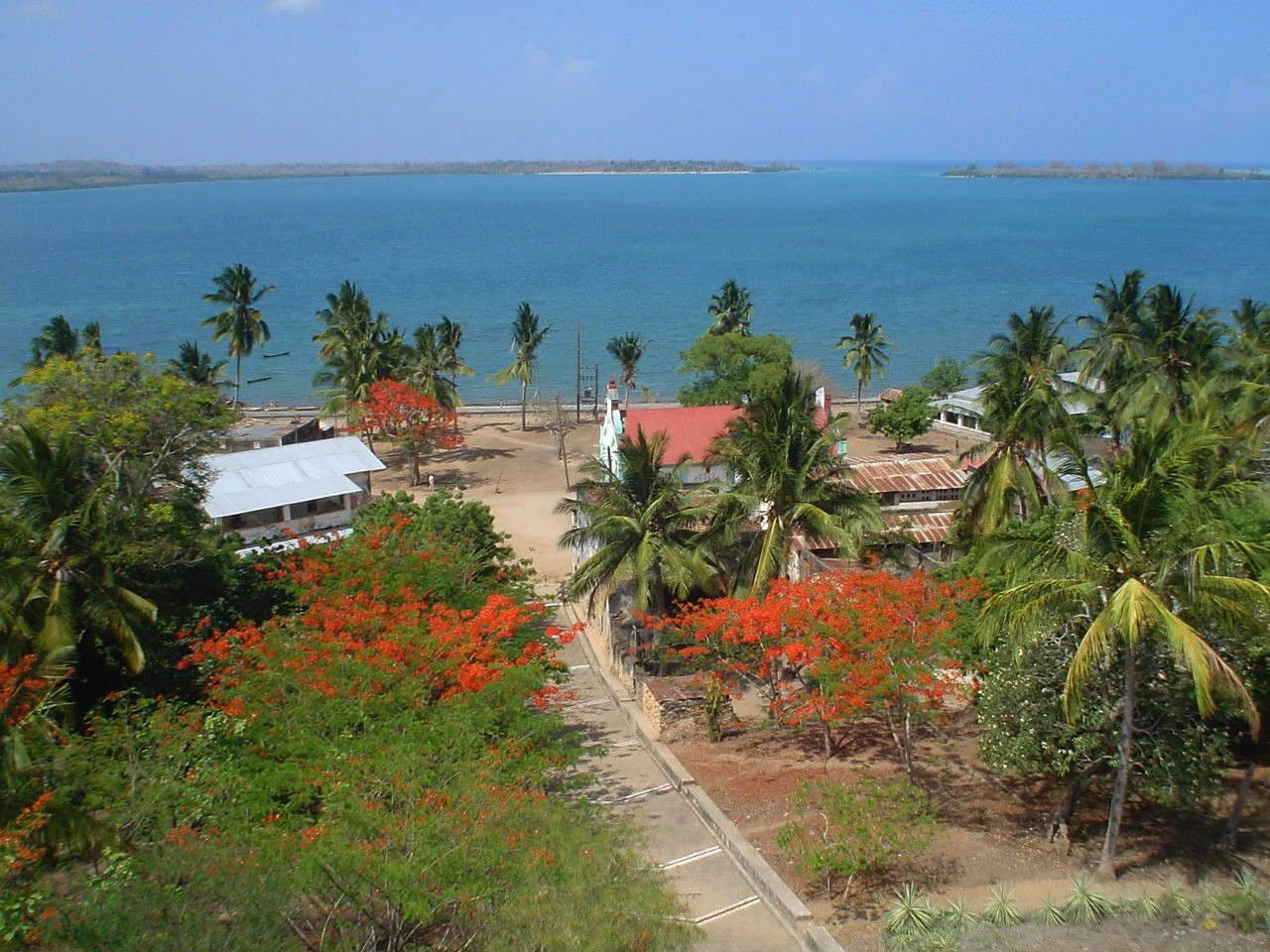
オールド・ボマ・ホテルからミキンダニ湾を望む
ミキンダニ教会